# 借金バニーの中出し繁盛記
『借金バニーの中出し繁盛記』（しゃっきんバニーのなかだしはんじょうき）は、2008年12月5日にsofthouse-sealより発売された18禁のパソコンゲーム（アダルトゲーム）ソフトである。

## 概要
同人サークル・劇団近未来の開発でsofthouse-sealより商業作品として発売された最初のタイトルである。

## 登場人物
月丘 あゆみ（つきおか あゆみ）
声 - ヒマリ
主人公。家が貧しく父親が残した借金を返すため「バニーハウス・ウサミ」で働くことになった。
宇佐美 皆兎（うさみ みなと）
あゆみの学園の先輩で、「バニーハウス・ウサミ」の店長でもある男性。
宇佐美 みどり（うさみ みどり）
声 - 綾奈まりあ
皆兎の姉であゆみの父に金を貸した宇佐美金融の社長。

## スタッフ
- 原画 - 濱田麻里
- シナリオ - 春日森